# Robin Singh
Robin Singh (Noida, 9 maggio 1990) è un calciatore indiano, attaccante del Template:Calcio SC Bengaluru.

## Biografia
È sposato con l'attrice e regista Lianne Texeira.

## Statistiche

### Presenze e reti nei club
Statistiche aggiornate al 18 gennaio 2020.
| Stagione        | Squadra         | Campionato      | Campionato | Campionato | Coppe nazionali | Coppe nazionali | Coppe nazionali | Coppe continentali | Coppe continentali | Coppe continentali | Altre coppe | Altre coppe | Altre coppe | Totale | Totale |
| Stagione        | Squadra         | Comp            | Pres       | Reti       | Comp            | Pres            | Reti            | Comp               | Pres               | Reti               | Comp        | Pres        | Reti        | Pres   | Reti   |
| --------------- | --------------- | --------------- | ---------- | ---------- | --------------- | --------------- | --------------- | ------------------ | ------------------ | ------------------ | ----------- | ----------- | ----------- | ------ | ------ |
| 2019-gen.2020   | Hyderabad       | ISL             | 9          | 1          | SC              | -               | -               | -                  | -                  | -                  | -           | -           | -           | 9      | 1      |
| gen.-mag.2020   | Real Kashmir    | IL              | 5          | 1          | SC              | 0               | 0               | -                  | -                  | -                  | -           | -           | -           | 5      | 1      |
| 2021-2022       | Punjab FC       | IL              | 7          | 1          | SC              | 0               | 0               | -                  | -                  | -                  | -           | -           | -           | 7      | 1      |
| Totale carriera | Totale carriera | Totale carriera | 21         | 3          |                 | 0               | 0               |                    | -                  | -                  |             | -           | -           | 21     | 3      |

### Cronologia presenze e reti in nazionale
| Cronologia completa delle presenze e delle reti in nazionale ― India | Cronologia completa delle presenze e delle reti in nazionale ― India | Cronologia completa delle presenze e delle reti in nazionale ― India | Cronologia completa delle presenze e delle reti in nazionale ― India | Cronologia completa delle presenze e delle reti in nazionale ― India | Cronologia completa delle presenze e delle reti in nazionale ― India | Cronologia completa delle presenze e delle reti in nazionale ― India | Cronologia completa delle presenze e delle reti in nazionale ― India |
| Data                                                                 | Città                                                                | In casa                                                              | Risultato                                                            | Ospiti                                                               | Competizione                                                         | Reti                                                                 | Note                                                                 |
| -------------------------------------------------------------------- | -------------------------------------------------------------------- | -------------------------------------------------------------------- | -------------------------------------------------------------------- | -------------------------------------------------------------------- | -------------------------------------------------------------------- | -------------------------------------------------------------------- | -------------------------------------------------------------------- |
| 25-8-2012                                                            | Nuova Delhi                                                          | India                                                                | 3 – 0                                                                | Maldive                                                              | Nehru Cup 2012 - 1º turno                                            | -                                                                    | 46’                                                                  |
| 6-10-2014                                                            | Kalyani                                                              | India                                                                | 2 – 3                                                                | Palestina                                                            | Amichevole                                                           | 1                                                                    |                                                                      |
| 25-12-2015                                                           | Kerala                                                               | Sri Lanka                                                            | 0 – 2                                                                | India                                                                | SAFF Championship 2015 - 1º turno                                    | 2                                                                    | 77’                                                                  |
| 24-8-2017                                                            | Mumbai                                                               | India                                                                | 1 – 1                                                                | Saint Kitts e Nevis                                                  | Amichevole                                                           | -                                                                    | 46’                                                                  |
| Totale                                                               |                                                                      | Presenze                                                             | 4                                                                    |                                                                      | Reti                                                                 | 3                                                                    |                                                                      |

## Palmarès

### Nazionale
- SAFF Championship: 1

2015